# Яницкий, Василий Петрович
 Яницкий Михаил Викторович  (род. 14 января 1973, Украинская ССР , СССР) — юрист, украинский политик, Народный депутат Украины VIII созыва.
25 декабря 2018 года включён в санкционный список России.
- Родился 14 января, 1973 года в п.г.т. Заречное,  Ровенской области, Украина.

## Образование
Киевский национальный университет имени Тараса Шевченко -
- 1995  г. — Юридический факультет.
- 2003  г. — Экономический факультет по специальности «Учет и аудит».
- 1998  г. — Сдал квалификационный экзамен и получил право заниматься адвокатской деятельностью.
- 2007  г. — Защитил кандидатскую диссертацию[3] на тему «Порядок приобретения права собственности на земельный участок на Украине»[4](2007 г.).

## Трудовая деятельность
- 1995 г. — ООО Юридическая фирма" «Юр-Агро-Веста».
- 1996 г. — Директор ООО Юридическое бюро «Промакс».
- 1998 г. — Адвокат Адвокатской коллегии «Промакс».
- 1999 г. — ЗАО Юридическая фирма «Евротэк» .
- 2000 г. — Председатель правления «Евротек-Холдинг»[5], которое в 2001 году переименовано в ЗАО Юридическая фирма «Евротэк» .
- 2001 г. — Директор ЗАО Юридическая фирма «Евротэк» .

## Общественно-политическая деятельность

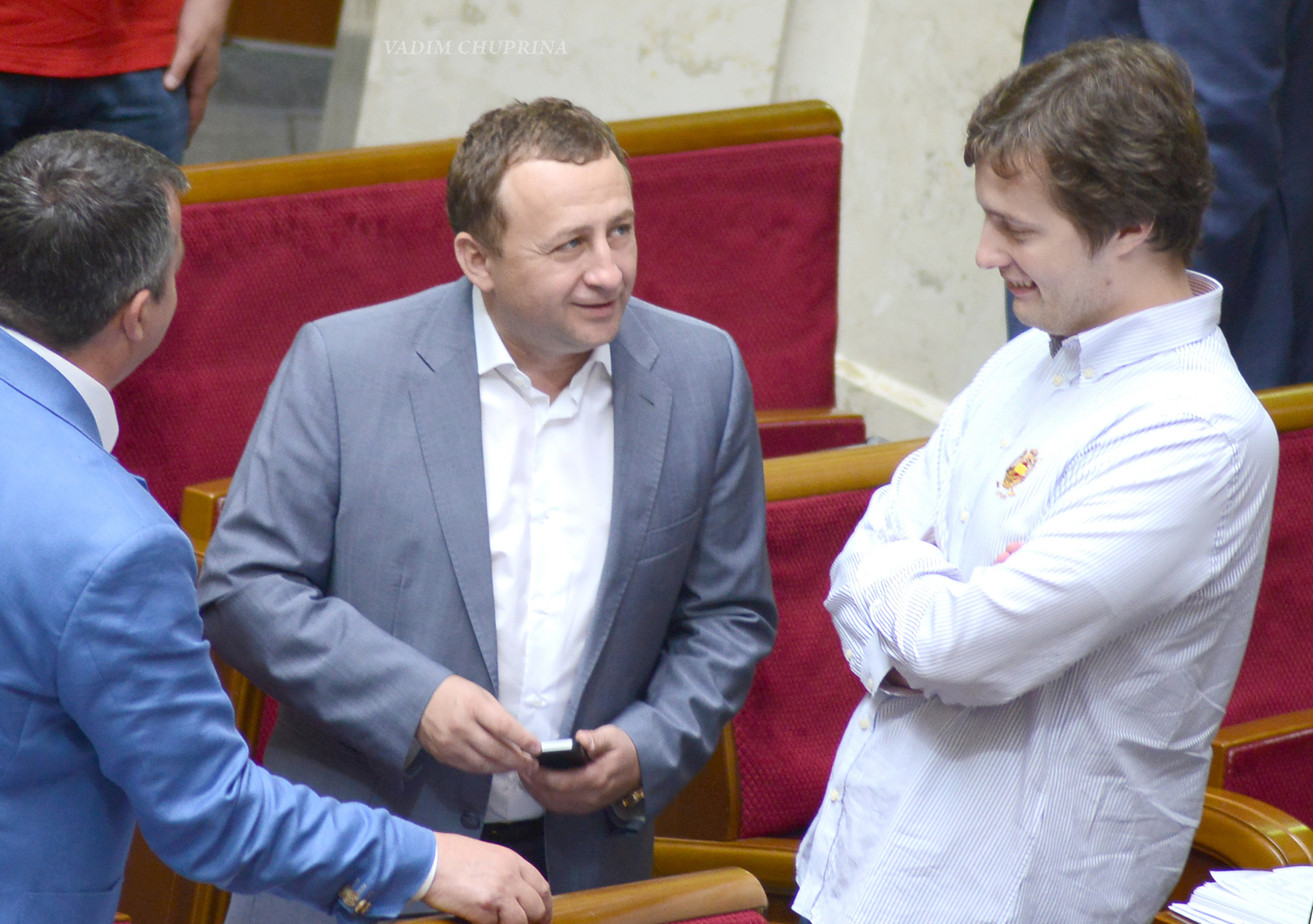
Яницкий В. и Порошенко А. в Верховной Раде Украины ,2015

- Василий Яницкий в Верховной раде Украины в 2015 годуЯницкий В. и Порошенко А. в Верховной Раде Украины ,20152006 — 2014 гг. — Депутат Соломенского районного совета  г. Киев

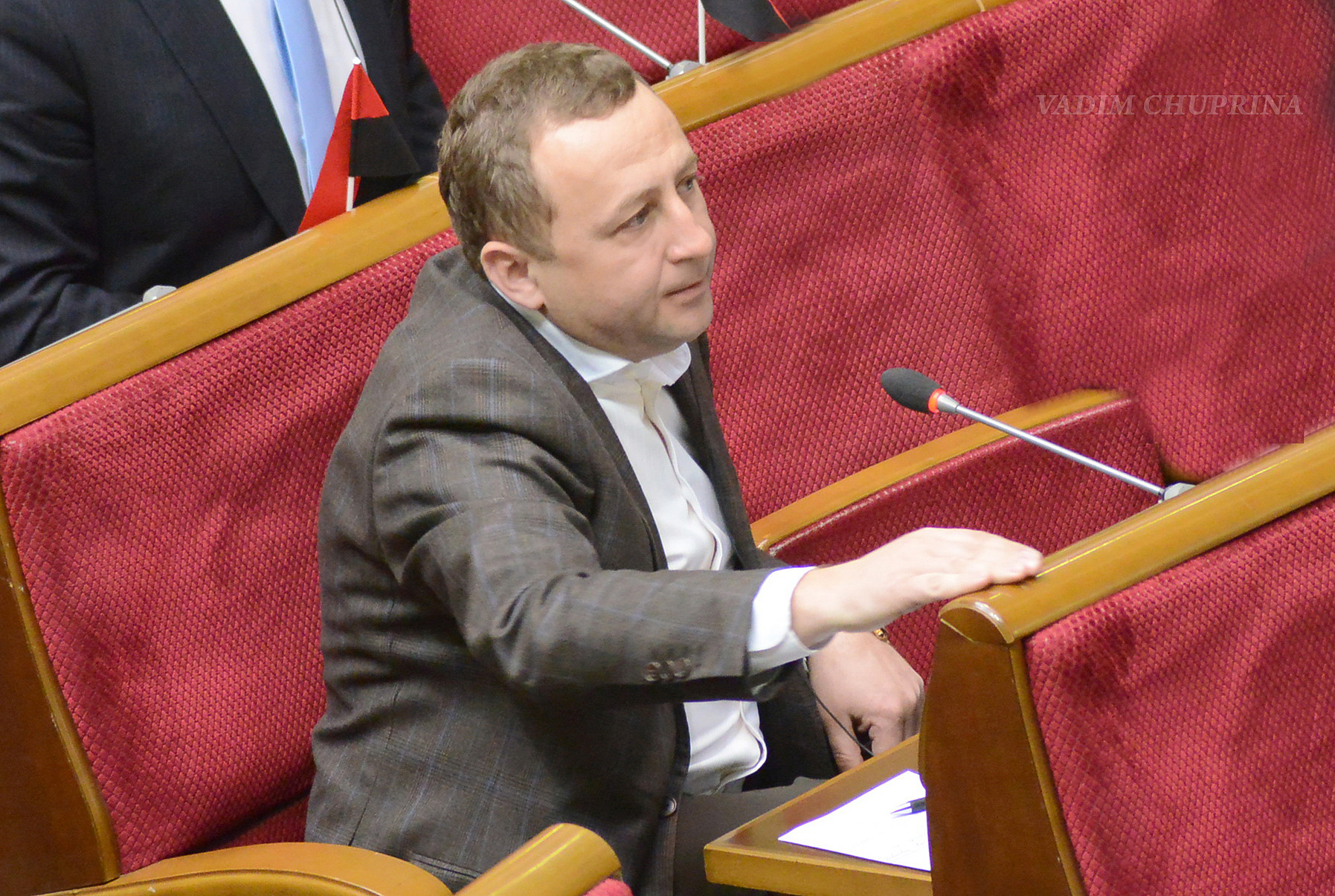
Василий Яницкий в Верховной раде Украины в 2015 году

- 26 октября 2014году — на внеочередных парламентских выборах, Василий Яницкий одерживает победу на одномандатном избирательном округе 155, Ровенская область, от Блока Петра Порошенко с результатом 28,68 % или 27 597 голосов избирателей.
- Народный депутат Украины VIII созыва
- Дата приобретения депутатских полномочий — 27 ноября 2014 год.
- Член депутатской фракции ПАРТИИ «БЛОК ПЕТРА ПОРОШЕНКО».
- Должность -заместитель председателя Комитета Верховной Рады Украины по вопросам правовой политики и правосудия.

## МОО (международное общественное объединение) «Ровенское землячество»
- 2009 г. Был избран вице-президентом МОО «Ровенское землячество». Как выходец из Полесья, взял под свою опеку северные районы области.

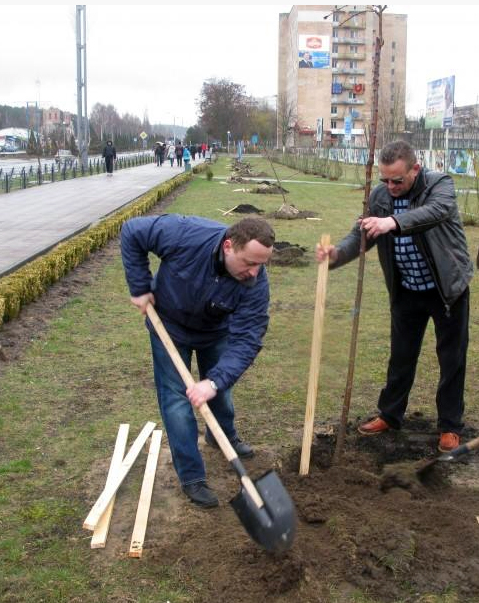
В. Яницкий при высадке сакур в г.. Кузнецовск

- 2010 г.. — Был основан Благотворительный Фонд Василия Яницкого «Наш край» для поддержки творческой молодежи, пропаганды здорового образа жизни, помощи землякам в решении текущих проблем.

## Семья
Женат. Воспитывает двух сыновей — Вадима и Алексея.

## Награды и почетные звания
- Указом Президента было присвоено звание «Заслуженный юрист Украины». 4 октября 2007 года[6]
- Отмечен благодарностями Киевского городского головы (2007  г., 2011  г.)
- Отмечен благодарностью Соломенской районной в г. Киеве Совета (2007  г.)
- Отмечен почетной грамотой Ровенского областного совета (2011 г.)
- Указом Президента был награжден Орденом «За заслуги» III степени (23 августа 2018)[7]

## Интересы
Футбол,  горнолыжный спорт, история